# Capela de Nossa Senhora da Medalha Milagrosa

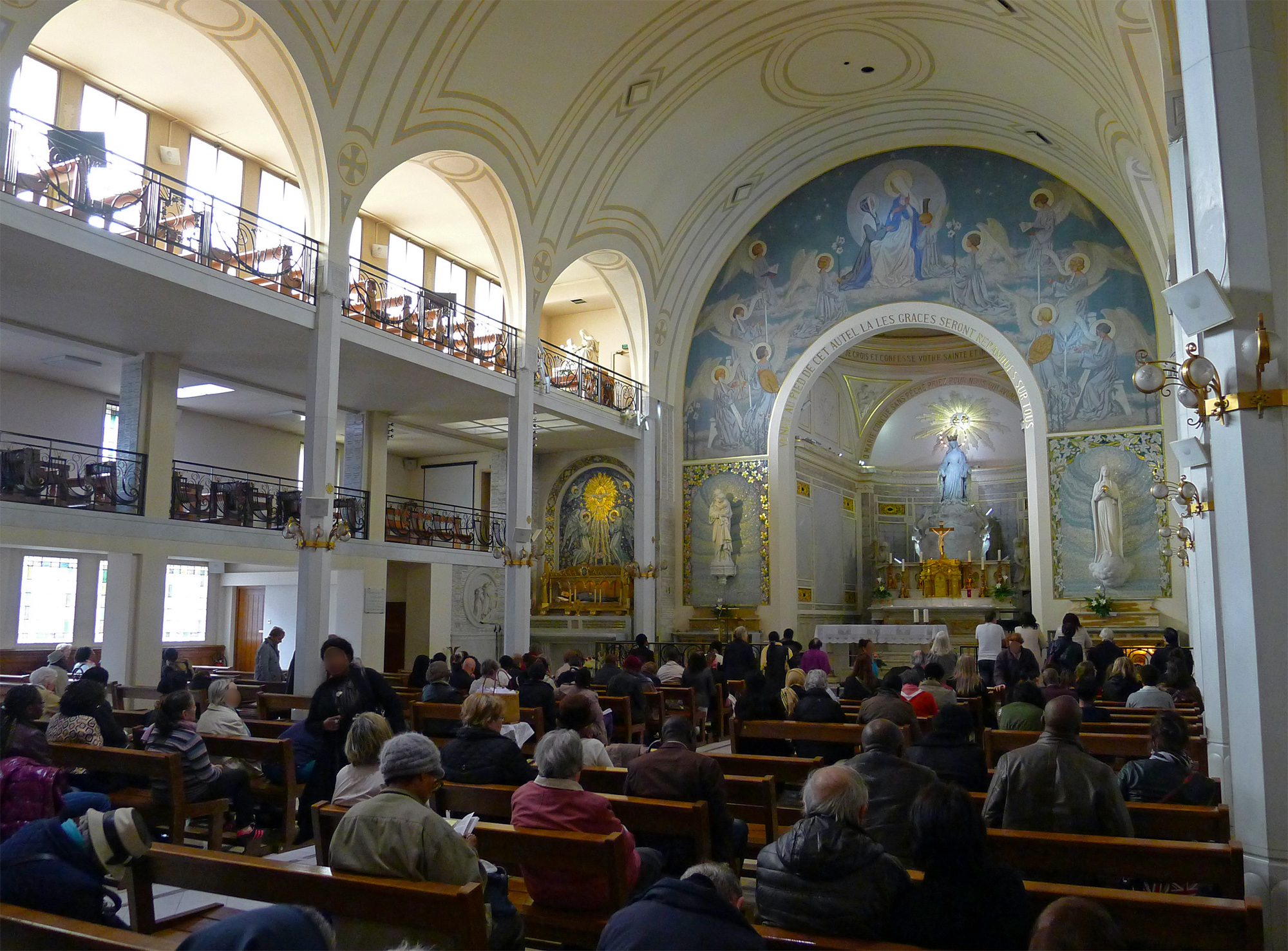
O interior

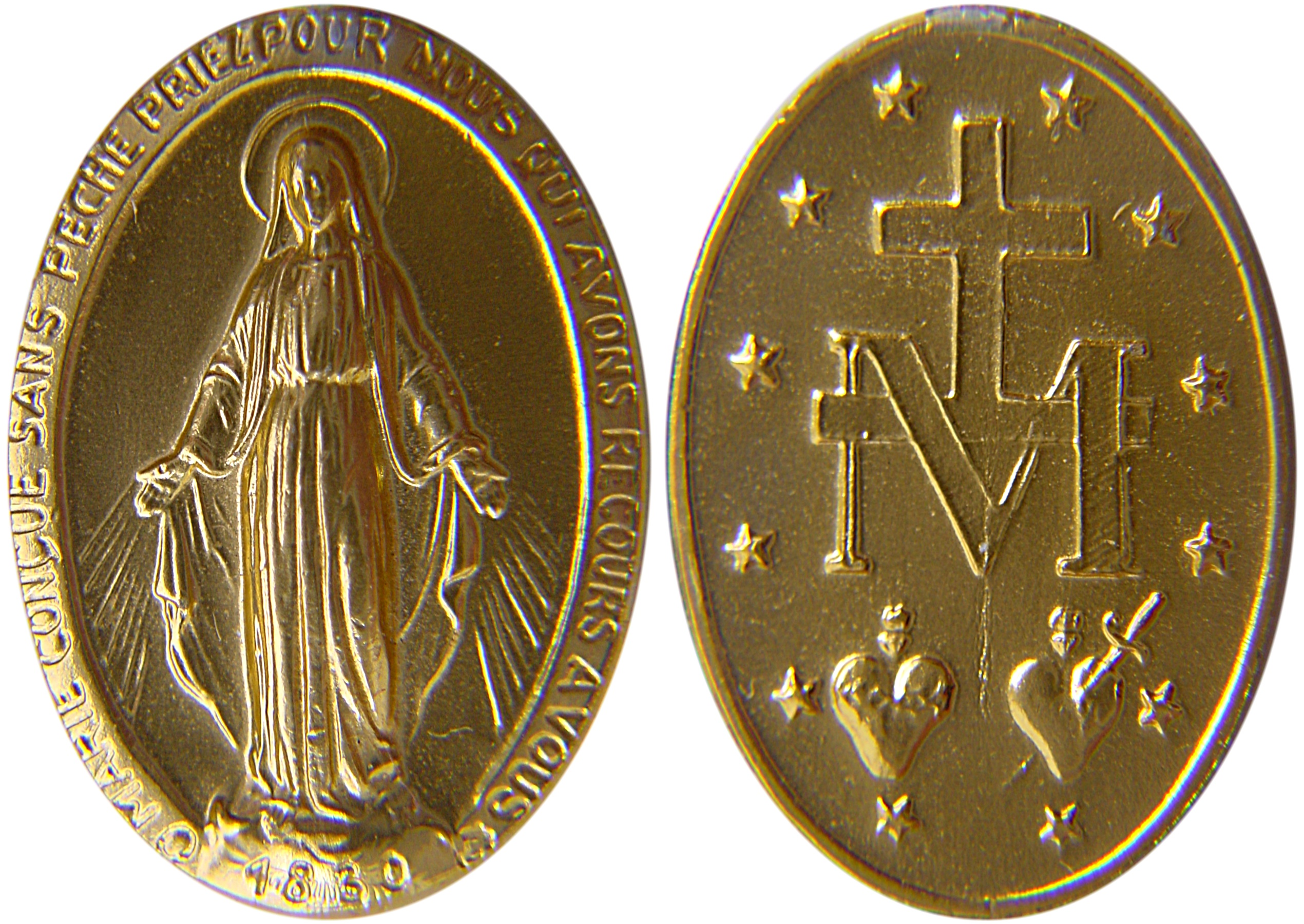
A Medalha Milagrosa de Nossa Senhora das Graças.

A Capela de Nossa Senhora da Medalha Milagrosa em Paris, França, é a capela onde a Bem-Aventurada Virgem Maria apareceu a Santa Catarina Labouré em 1830 e pediu a criação da medalha que veio a ser conhecida como Medalha Milagrosa. A Capela fazia parte da casa mãe das Filhas da Caridade de São Vicente de Paulo. Catarina Labouré era uma irmã do seminário (noviça) lá quando teve suas aparições.
A Capela de Nossa Senhora da Medalha Milagrosa é mais comumente referida pelo seu endereço, "140 rue du Bac", ou simplesmente pela rua em que está situada, rue du Bac.

## História
Em 1813, a construção de uma capela começou no Hôtel de Châtillon. Em 6 de agosto de 1815, a bênção solene da capela foi dedicada ao Sagrado Coração de Jesus.

### Aparições
A capela da rue du Bac é o local de uma série de aparições que dizem ter sido vividas por Catarina Laboure. Foi aqui por três dias sucessivos, enquanto orava, São Vicente de Paulo mostrou-lhe o seu coração, cada vez com uma cor diferente. O coração parecia branco, a cor da paz; depois o vermelho, a cor do fogo; e depois preto, uma indicação dos infortúnios que viriam sobre a França e Paris em particular.
Pouco depois, Catarina viu Cristo presente na Hóstia Sagrada, e em 6 de junho de 1830, festa da Santíssima Trindade, Cristo apareceu como um Rei crucificado, despido de todos os seus adornos.
Em 1830 Santa Catarina Labouré, então com 24 anos, recebeu três visitas da Bem-Aventurada Virgem Maria. Na primeira visita, na noite de 18 de julho, recebeu o pedido de constituição de uma Confraria dos Filhos de Maria. Mais tarde ela iria pedir a criação de uma medalha com a seguinte invocação: "Ó Maria, concebida sem pecado, rogai por nós que recorremos a vós." A partir de maio de 1832, a medalha, extraordinariamente difundida e que se diz converter, proteger e realizar milagres, é considerada milagrosa pelos fiéis.
Em 1849 a capela é ampliada e nos anos seguintes conhecerá muitas outras transformações. Desde 1930, data da sua renovação completa, a capela é como a conhecemos hoje.

## Hoje
Apenas o tabernáculo, que remonta ao século XVII ou XVIII, permanece o mesmo desde 1815; vem do prédio alocado em 1800 para as Filhas da Caridade. Era então encontrado na capela das Irmãs da Misericórdia ali instalada antes da Revolução Francesa. Santa Catarina Labouré disse que é em frente ao tabernáculo que a Bem-Aventurada Virgem Maria se prostrou na noite de 18 de julho para 19 de julho de 1830 e acima dele que estava durante a terceira aparição em dezembro de 1830. Em 1850, um crucifixo de marfim foi colocado em cima dela.

## Peregrinação

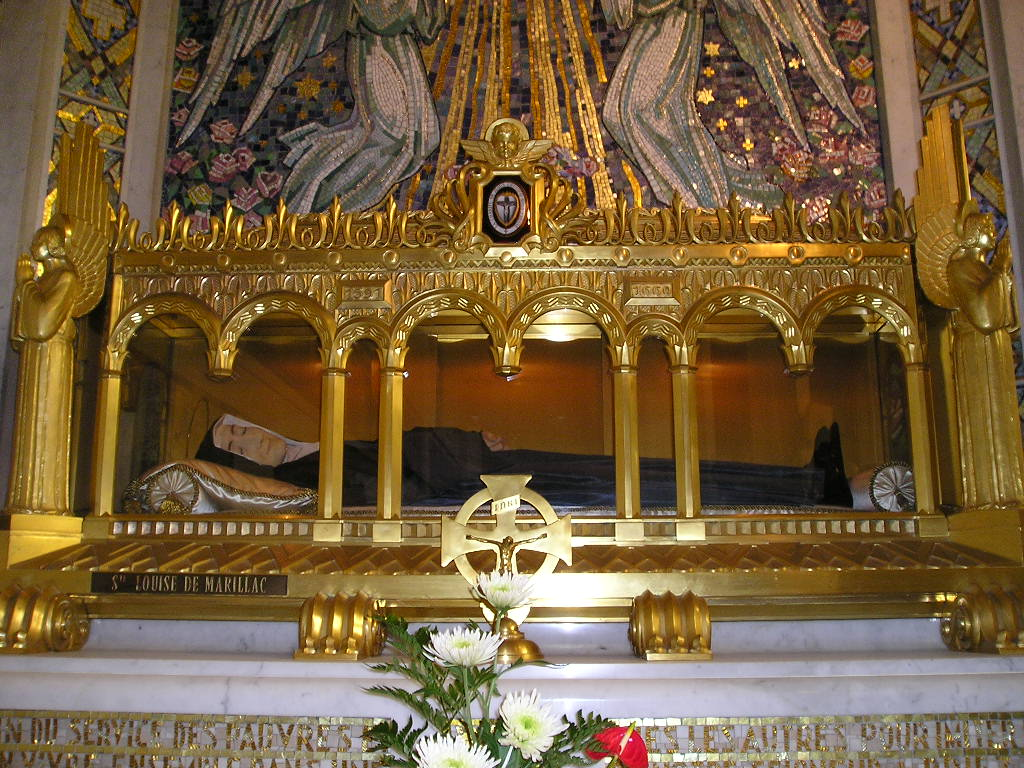
Tumba de Santa Luísa de Marillac

A capela, como local da aparição mariana, é um santuário mariano e, portanto, um local de peregrinação católica romana.

Nela se conservam o corpo de Santa Luísa de Marillac e o coração de São Vicente de Paulo, fundadoras das Filhas da Caridade de São Vicente de Paulo. O corpo incorrupto de Santa Catarina Labouré, membro das Filhas da Caridade de São Vicente de Paulo e visionária mariana, também jaz em um caixão de vidro no altar lateral da Capela.

### Livros
- Petit guide de la chapelle Notre-Dame de la Médaille Miraculeuse, Editions du Signe, 2002